# Matematický ústav v Opavě Slezské univerzity v Opavě
Matematický ústav v Opavě je jednou ze součástí Slezské univerzity v Opavě. Tento vysokoškolský ústav vznikl v roce 1990 jako součást Filozofické fakulty (později Filozoficko-přírodovědecké fakulty), v roce 1999 došlo k osamostatnění Matematického ústavu, který je nyní v rámci Slezské univerzity samostatným subjektem na úrovni fakulty.
Na ústavu působí někteří významní vyučující, například prof. RNDr. Miroslav Engliš, DrSc. (v současné době ředitel), prof. RNDr.  Artur Sergyeyev, DSc., doc. Roman Popovych, D.Sc. a další.

## Studium

### Bakalářské studium

#### Prezenční forma
- Matematika
  - Obecná matematika
  - Matematické metody a modelování
  - Matematické metody v krizovém řízení
  - Matematické metody v ekonomii

### Navazující magisterské studium

#### Prezenční forma
- Matematika
  - Matematické modelování
  - Geometrie a globální analýza
  - Matematická analýza

### Doktorské studium

#### Prezenční forma
- Matematika (čtyřletá)

#### Kombinovaná forma
- Matematika (čtyřletá)

## Oddělení
- Oddělení geometrie a matematické fyziky
- Oddělení funkcionální analýzy a diferenciálních rovnic
- Oddělení reálné analýzy a dynamických systémů
- Oddělení aplikované matematiky